# Anton Jax
Anton Jax (* 6. September 1870 in Waidhofen an der Ybbs; † 23. Juni 1932) war ein österreichischer Wirtschaftsbesitzer und Politiker (CS). Jax war Abgeordneter zum Landtag von Niederösterreich und Landesrat in der Niederösterreichischen Landesregierung.
Jax besuchte die Volks-, Unterreal- und Handelsschule und absolvierte im Anschluss ein Technikum für Müllerei und Mühlenbau in Deutschland. Jax war Wirtschaftsbesitzer in Waidhofen an der Ybbs.
Jax war Gemeinderat und wurde zum Obmann des Bezirksstraßenausschusses gewählt. Zudem war er Mitglied des Landeskulturrates und  von 1927 bis 1932 Kurator der Niederösterreichischen Landeshypothekenanstalt. Jax vertrat die Christlichsoziale Partei vom 8. Jänner 1909 bis zum 8. Jänner 1915 im Niederösterreichischen Landtag, wobei Jax Vertreter der Landgemeinden (GB Waidhofen/Ybbs und Gaming) war. Nach dem Ersten Weltkrieg gehörte er vom 5. November 1918 bis zum 4. Mai 1919 dem Provisorischen Landtag an und war zudem vom 20. Mai 1919 bis zum 11. Mai 1921 während der Trennungsphase Wiens von Niederösterreich Landtagsabgeordneter. Er gehörte in der Folge ab 10. November 1920 der Kurie Niederösterreich Land an. Nach der Trennung war Jax vom 11. Mai 1921 bis zum 21. Mai 1932 Abgeordneter zum Landtag. Zudem hatte er vom 11. Mai 1921 bis zum 20. Mai 1927 das Amt eines Landesrats in der Niederösterreichischen Landesregierung inne.